# William Nordhaus
William Dawbney "Bill" Nordhaus (født 31. maj 1941 i Albuquerque i New Mexico) er økonom og professor ved Yale University. Han er bedst kendt for sit banebrydende arbejde indenfor klimaøkonomi, hvor han har beskæftiget sig med økonomisk modellering af global opvarmning og klimaændringer. Han modtog sammen med Paul Romer i 2018 Nobelprisen i økonomi. Nordhaus modtog prisen "for at have integreret klimaændringer i langsigtede makroøkonomiske analyser".

## Uddannelse og karriere
Nordhaus modtog sin B.A.-grad fra Yale i 1963, hvor han var medlem af studenterforeningen Skull and Bones. I 1967 tog han sin Ph.D.-grad fra MIT. Afhandlingens titel var "A theory of endogenous technological change", og hans vejleder var den kendte forsker i makroøkonomi og økonomisk vækst, den senere Nobelpristager Robert Solow. Nordhaus har endvidere et eksamensbevis fra 1962 fra Institut d'études politiques de Paris (også kendt som "Sciences Po").
Straks efter at have fået sin ph.d.-grad blev han ansat på sit gamle universitet Yale, hvor han har været siden 1967, fra 1973 som professor. På Yale har han bl.a. også haft den vigtige administrative stilling som "provost" (kan nærmest sammenlignes med en prorektor fra 1986 til 1988. Han har været tilknyttet forskningsinstitutionen Brookings Institutions "Panel on Economic Activity" siden 1972. Fra 1977 til 1979 (under præsident Jimmy Carter) var Nordhaus medlem af den amerikanske vismandsinstitution Rådet af Økonomiske Rådgivere.
Nordhaus bor i New Haven, Connecticut med sin kone, Barbara, som arbejder ved Yale Child Study Center.

## Forskning
Nordhaus er først og fremmest kendt som ophavsmand til og foregangsmand indenfor klimaøkonomien, det økonomiske studium af den globale opvarmning og de mest effektive måder at begrænse den på. Nordhaus har fortalt, at han blev opmærksom på emnet i 1974, da han var på et forskningsbesøg i Østrig i forbindelse med et enegeriforskningsprojekt. Her delte han tilfældigvis kontor med en klimatolog, der fortalte ham, at dette ville blive en meget vigtig problemstilling. Nordhaus bad ham fortælle sig mere om spørgsmålet, og dermed startede hans nye og vedvarende interesse. Nordhaus' første (og maskinskrevne) arbejdspapir om emnet, Can We Control Carbon Dioxide?, stammer fra januar 1975.
Nordhaus er også kendt for at være den ene hovedperson i den såkaldte "Nordhaus kontra Stern-debat" om, hvilken diskonteringsrate det er relevant at bruge i forbindelse med cost-benefit-analyser af tiltag, der skal begrænse den globale opvarmning. Den britiske økonom Nicholas Stern, der har været hovedforfatter på den såkaldte Stern-rapport til den britiske regering i 2006. Rapporten vakte stor opsigt og anbefalede øjeblikkelig og kraftig handling i klimaspørgsmålet. Sterns beregninger af nutidsværdien af de formodede fremtidige omkostninger ved den globale opvarmning var betydelig større end Nordhaus'. En hovedårsag hertil er, at de to økonomer anvender ret forskellige diskonteringsrater, hvilket påvirker nutidsværdien af beløb i den fjerne fremtid ret kraftigt. Nordhaus tager udgangspunkt i et markedsbaseret kapitalafkast, mens Stern tager udgangspunkt i etiske overvejelser om behandlingen af fremtidige generationer.
Nordhaus har også været aktiv indenfor den økonomiske forskning på andre områder, således studiet af politiske konjunkturcykler og af nationalregnskabets opbygning.

## Udgivelser
Nordhaus er forfatter eller redaktør af mere end 20 bøger. Han er medforfatter af lærebogen Economics, en af de allermest udbredte lærebøger i økonomi nogensinde, hvis oprindelige udgaver blev skrevet af en tidligere nobelpris-økonom Paul Samuelson. Bogen nåede 19 udgaver, inden Paul Samuelson døde i 2009, og er blevet oversat til 41 andre sprog.
I 1972 offentliggjorde Nordhaus sammen med sin kollega på Yale, professor James Tobin, bogen Is Growth Obsolete? ("Er vækst forældet?"), hvor de indførte et økonomisk velfærdsmål (Index of Sustainable Economic Welfare) for bedre at kunne vurdere økonomisk bæredygtighed.
Nordhaus er også kendt for sin kritik af nuværende opgørelser af nationalindkomsten, som de finder sted i officielle nationalregnskaber. Han har skrevet, at "Hvis vi skal opnå præcise skøn over væksten i realindkomsten i løbet af det sidste århundrede, må vi på en eller anden måde konstruere prisindeks, der indregner de kolossale ændringer i kvaliteten og rækkevidden af varer og tjenester, som vi forbruger, der på en eller anden måde kan sammenligne hestens tjenester med bilens, Pony Express' med faxens, carbonpapir med kopimaskinen, mørke og ensomme nætter med aftener brugt foran fjernsynet, og hjernekirurgi med MR-skanninger." (1997, 30).

### Bidrag om de økonomiske konsekvenser af klimaændringerne
Nordhaus har skrevet omfattende om klimaøkonomiske spørgsmål. Han er ophavsmand til de økonomiske modeller DICE og RICE, såkaldte IAM-modeller, dvs. computermodeller, der illustrerer samspillet mellem økonomi, energiforbrug og klimaforandringer. Hans bøger indenfor dette sit primære forskningsområde omfatter Managing the Global Commons: The Economics of Climate Change (1994), der vandt 2006-prisen for "publikationer af varig kvalitet" fra Association of Environmental and Resource Economics og bogen skrevet sammen med Joseph Boyer Warming the World: Economic Models of Global Warming (2000). Bogen A Question of Balance: Weighing the Options on Global Warming Policies ISBN 978-0-300-13748-4 blev udgivet af Yale University Press 24. juni 2008. Hans seneste bog om emnet er The Climate Casino: Risk, Uncertainty, and Economics for a Warming World.
I Reflections on the Economics of Climate Change (1993) skriver Nordhaus: "Menneskeheden spiller terninger med det naturlige miljø gennem et væld af interventioner – udledninger til atmosfæren af sporgasser som drivhusgasser eller ozonnedbrydende kemikalier, forårsagelser af massive ændringer i arealanvendelsen som skovrydning, nedbrydning af massevis af arter i deres naturlige levesteder, skabelse af genetisk modificerede organismer i laboratoriet, og akkumulation af tilstrækkelige mængder atomvåben til at ødelægge de menneskelige civilisationer." I de klimaøkonomiske modeller, han har udviklet, vil de sektorer af økonomien, der er afhængige af mangelfuldt regulerede økosystemer – dvs. er stærkt afhængige af naturligt forekommende nedbør, afstrømning, eller temperaturer – generelt være mest følsomme over for klimaændringer. Landbrug, skovbrug, friluftsliv og kystnære aktiviteter falder i denne kategori.
I et oplæg til Cowles Foundation i december 2016 beskrev Nordhaus sin forskning ved hjælp af opdaterede beregninger på DICE-modellen: ...bekræfter tidligere skøn over forventede hurtige klimaændringer i løbet af det næste århundrede, hvis der ikke sker store forandringer i klimapolitikken. Det tyder på, at det vil være yderst vanskeligt at nå målet på 2 °C i internationale aftaler, selv hvis der indføres en ambitiøs politik i den nærmeste fremtid. Den krævede pris på CO2-udledninger, der er nødvendig for at opnå de nuværende mål, er steget over tid, efterhånden som politisk handling er blevet udskudt.

## Hædersbevisninger
Blandt mange andre hædersbevisninger er Nordhaus medlem af U.S. National Academy of Sciences og Fellow af American Academy of Arts and Sciences. Han har været et udenlandsk medlem af det svenske Kungliga Ingenjörsvetenskapsakademien siden 1999.
I 2004 blev Nordhaus udnævnt til "Distinguished Fellow" af American Economic Association (AEA), sammen med George P. Shultz og William A. Brock. I den medfølgende udtalelse fra AEA var begrundelsen Nordhaus' "evne til at stille store spørgsmål om måling af den økonomiske vækst og trivsel, og behandle dem med simpel, men kreativ indsigt", heriblandt hans banebrydende arbejde om politiske konjunkturcykler, måder til at anvende nationalregnskabsdata til bedre at afspejle økonomiske foranstaltninger, der medfører større sundhed, øget fritid og forventet levetid, og at "konstruere integrerede økonomiske og videnskabelige modeller til at bestemme den efficiente måde til at tackle klimaændringer".
2014-15 var Nordhaus formand for American Economic Association.

## Udbredelse
Nordhaus’ tankegang og modeller er vidt udbredte, især blandt miljø- og klimaøkonomer i mange lande. I Danmark har bl.a. de økonomiske vismænd anvendt hans mest kendte klimamodel DICE i en rapport om sammenhængen mellem den økonomiske vækst og miljøet i 2015.